# Fundación Málaga
La Fundación Málaga es una institución privada sin ánimo de lucro constituida en septiembre de 2002 en la ciudad de Málaga, España.
La fundación, que ha sido declarada de Interés General por la Consejería de Cultura de la Junta de Andalucía, tiene como objetivo impulsar el desarrollo cultural en Málaga y su provincia apoyando proyectos artísticos, medioambientales, sociales y de investigación. Está constituida por las siguientes empresas y organizaciones:
- Ayuntamiento de Málaga;
- Diputación Provincial de Málaga;
- Confecciones Mayoral;
- Construcciones Vera;
- Grupo Empresarial Sando;
- ING Nationale Nederlanden;
- Larios Pernod Ricard;
- Miguel y Rodríguez SL;
- Sociedad Financiera y Minera;
- Unicaja;
- Arenal 2000;
- Sociedad Azucarera Larios.

Entre los proyectos llevados a cabo se cuentan la restauración de la pintura cenital del Teatro Cervantes, la realización de pinturas murales en la Ermita de Nuestra Señora de los Remedios (Vélez-Málaga), el estudio y la recuperación del yacimiento fenicio de Cerro del Villar y la organización de varias exposiciones y conciertos para apoyar la Capitalidad Cultural de Málaga en el 2016.